# Iglesia del Salvador (Cocentaina)

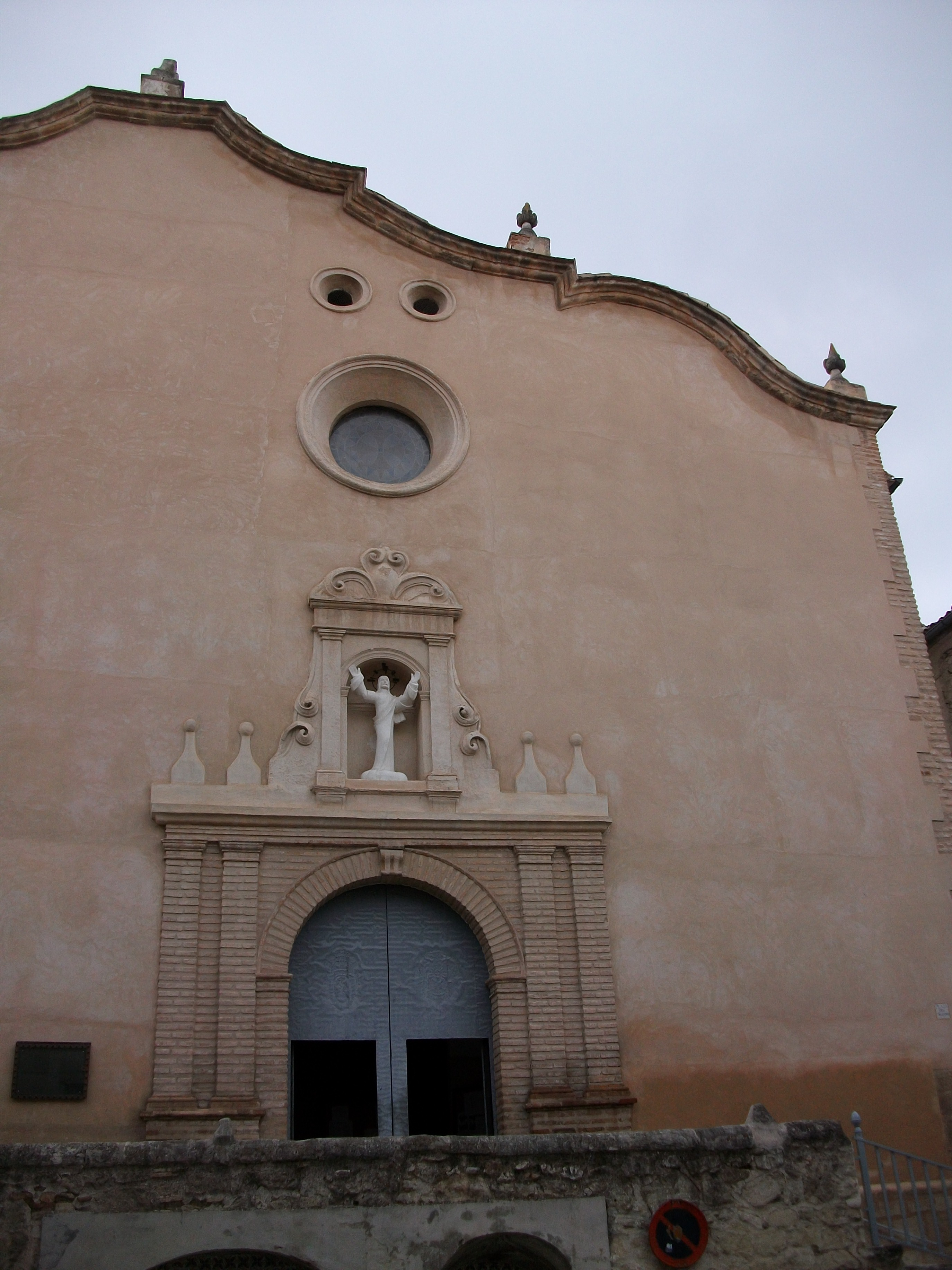
Portada de la iglesia

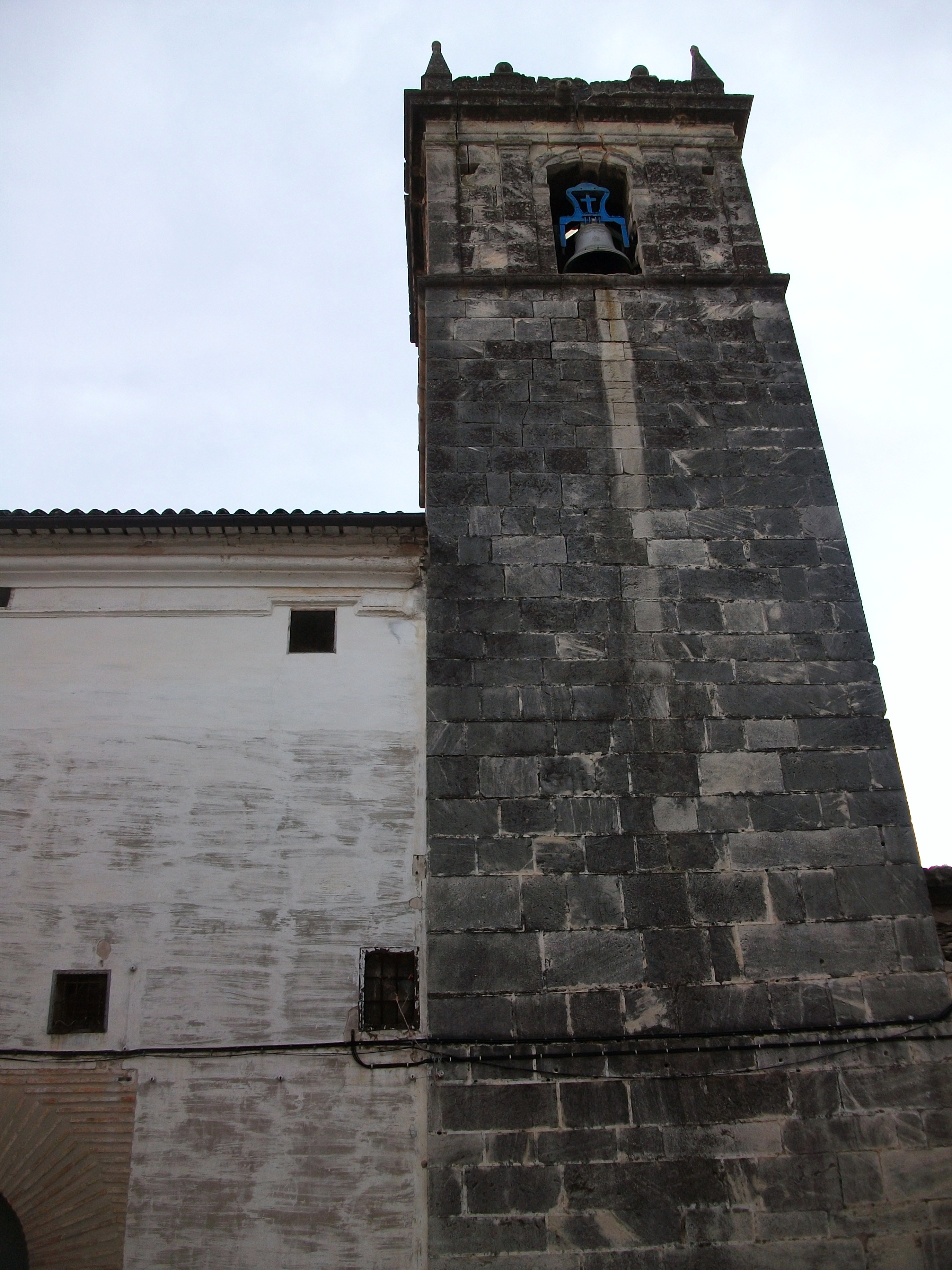
Vista del campanario de la iglesia

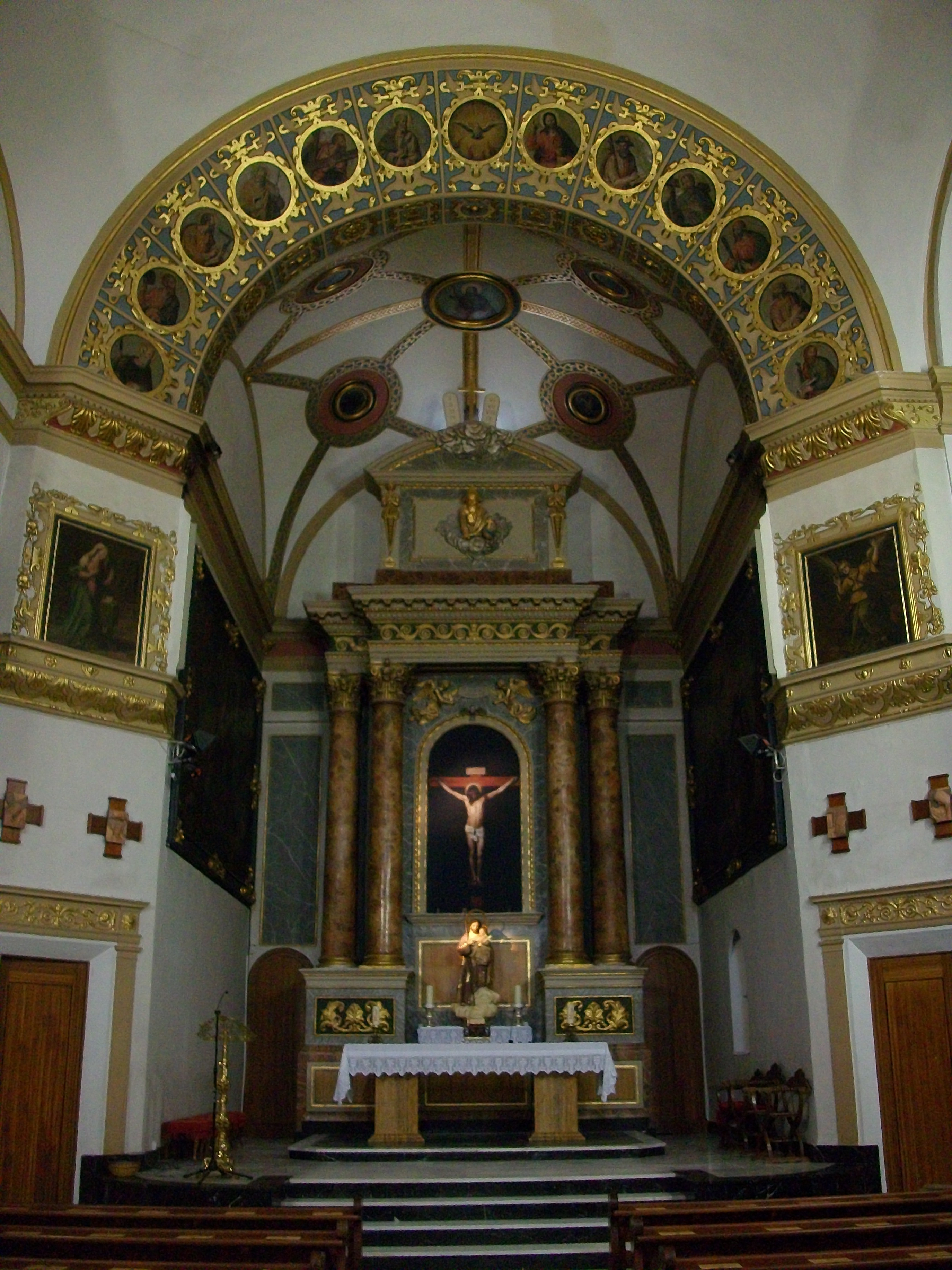
Interior de la iglesia

La Iglesia del Salvador de Cocentaina (Provincia de Alicante) fue construida sobre la antigua mezquita en la segunda mitad del siglo XVI. Se trata de una iglesia renacentista con una gran unidad espacial, "a lo romano", como se establecía en las capitulaciones para su construcción.

## Descripción
El templo es de una sola nave con cuatro tramos y capillas entre contrafuertes, en la que destacan los arcos fajones apoyados sobre ménsulas, los arcos de embocadura de las capillas y otros detalles renacentistas sobre los que se superponen figuras y dorados barrocos. 
El presbiterio, de menor altura que la nave se cubre por una bóveda vaída tabicada y se une a la nave mediante un arco abocinado con figuras de los apóstoles pintadas en el interior de tondos. 
La iluminación es escasa, ya que no cuenta más que con el óculo de la fachada de los pies.
La capilla de la Comunión fue construida en el siglo XVIII. Tiene bóveda de cañón con lunetos, cúpula sobre pechinas y nave única de dos tramos, con el crucero apenas insinuado. La construcción de esta capilla dio lugar a dos portadas en la fachada principal. Estas portadas, asimétricas, de ladrillo, y de un solo cuerpo con hornacina superior cada una de ellas cuentan con una potente cornisa de coronación que unifica el conjunto.
En el interior hay azulejos del siglo XVIII y pinturas del siglo XVII de N. Borrás y de F. Ribalta.
El campanario, situado en la parte posterior, es de poca altura y de planta cuadrada, construido de sillería, sin ornamento alguno excepto en el cuerpo de campanas que tiene pilastras ligeramente resaltadas.